# Tojás (biológia)

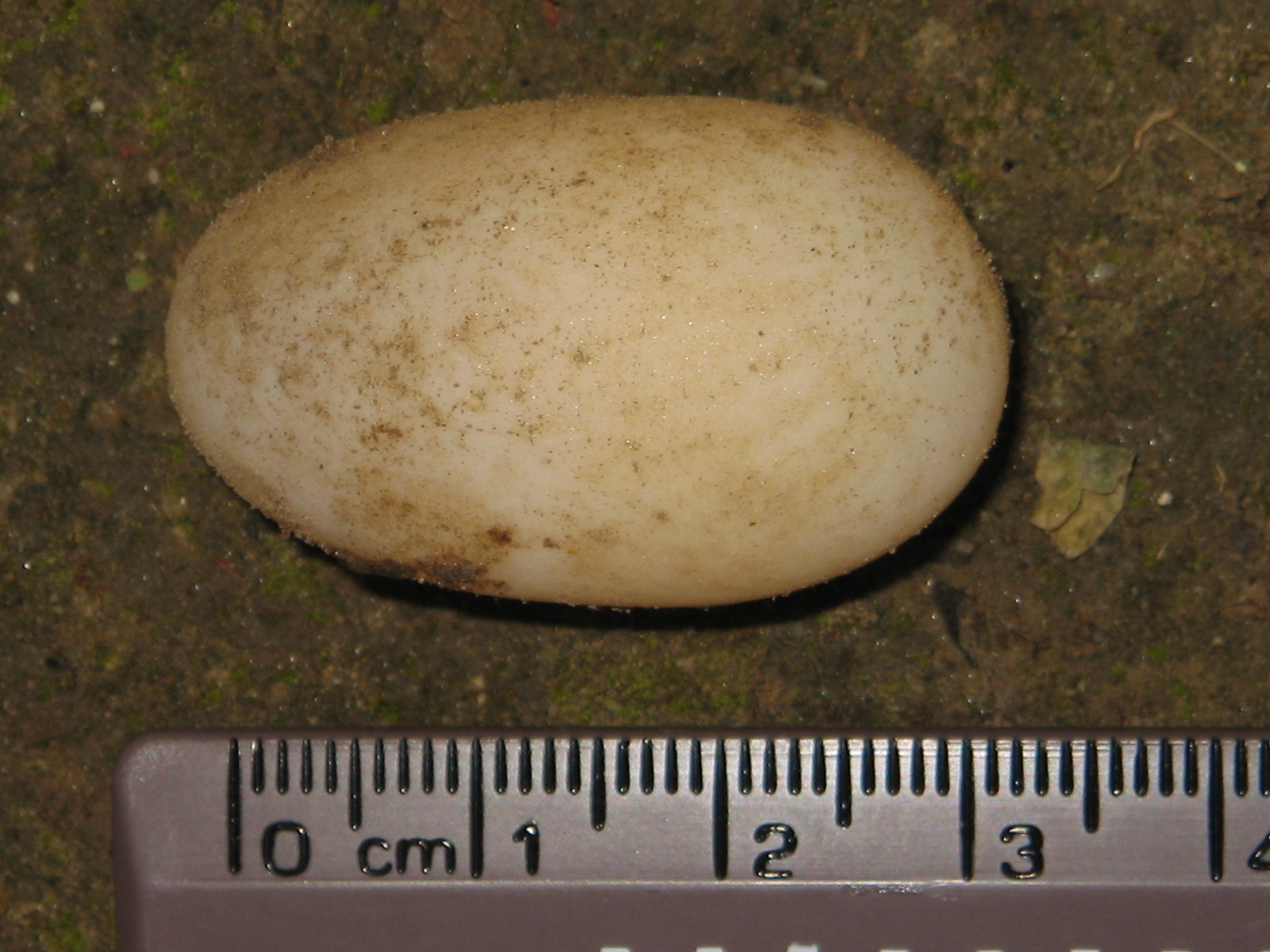
Ékszerteknős tojása

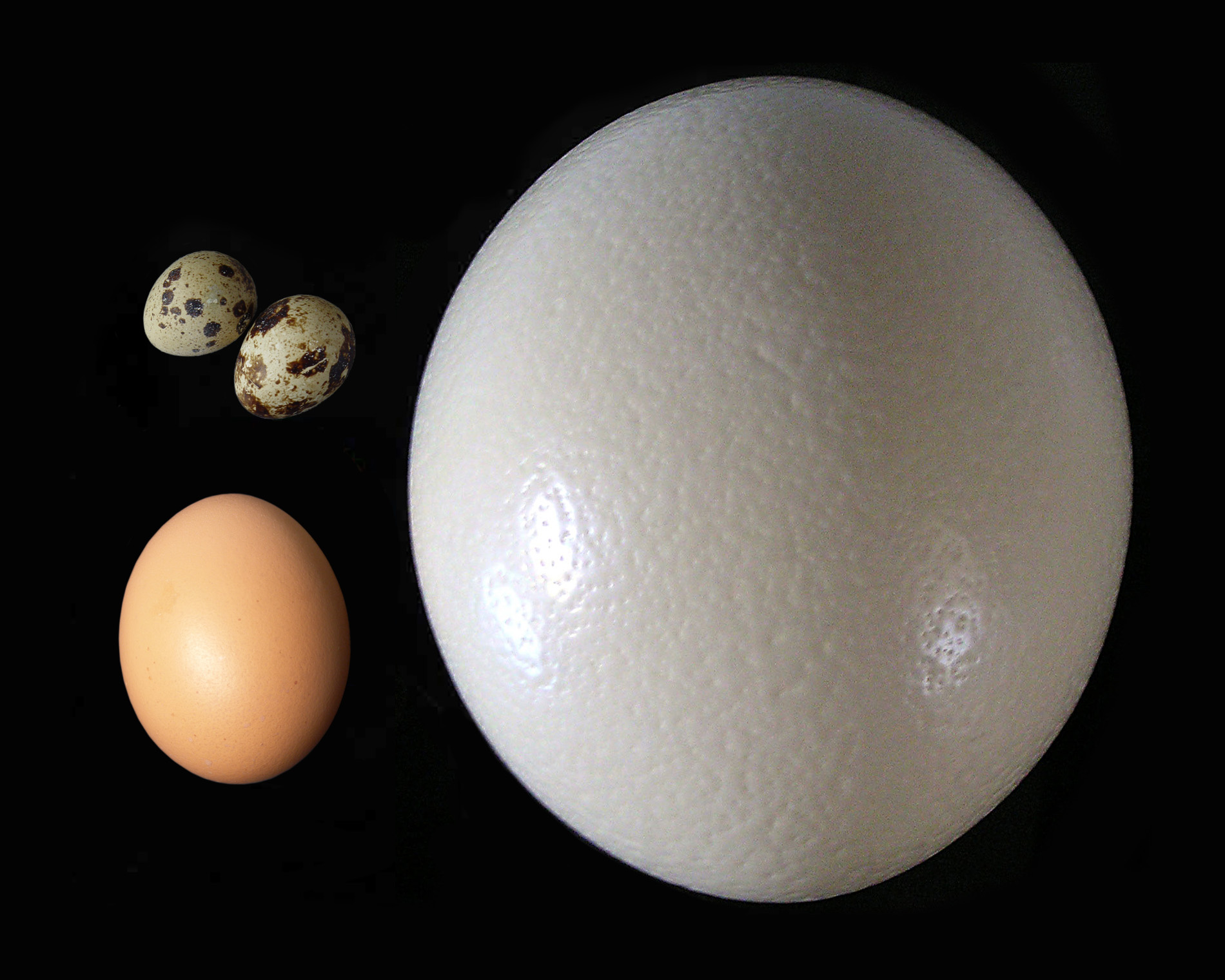
Strucc, tyúk és fürj tojásai

A madártojás részei
1 mészhéj,
2 külső héjhártya,
3 belső héjhártya,
4 és 13 jégzsinór,
5 külső híg fehérje,
6 középső sűrű fehérje,
7 háromrétegű szikhártya,
9 csírakorong,
10 sárga szik,
11 fehér szik,
14 légkamra.

A tojás (elavult nevén mony; latinul ovum) egyetlen petesejtből és az azt körülvevő tartalék tápanyagokból és védőrétegekből áll. A petesejt, illetve megtermékenyülés után a zigóta a tojás „sárgája”, ezt a tápanyag raktárként működő tojásfehérje veszi körül. A tojást különféle burkolatok védelmezik.

## Gerincesek
A legtöbb hüllő, minden madár, és néhány emlős tojással szaporodik. A tojás egy nagy, sok tartalék tápanyagot tartalmazó petesejt vagy zigóta (tehát megtermékenyített petesejt), amit számos védőréteg burkol körül. Gerinceseknél a tojást főként mészből felépülő burkolat veszi körül, ennek köznyelvi neve a tojáshéj.
A tojásban a pete tulajdonképpen csak a sárgájának felel meg. Ezt veszi körül a szikhártya, azt a tartalék tápanyagokból álló fehérje, majd azt pedig a héj rétegei. A költéshez a tojásnak egy meghatározott hőmérséklet-intervallumra van szüksége az embrió táplálásához és védelméhez. Amikor az embrió megfelelően kifejlődött, kitör a tojásból, azaz „kikel”. Egyes fajok fiókáinak specializálódott tojásfoga van, amivel képesek feltörni a tojás héját.
A tojás sok ragadozó állat kedvelt zsákmánya is.
Tojással szaporodó gerincesek: 
- hüllők (pl. krokodiltojás, kígyótojás)
- madarak (pl. tyúktojás, fürjtojás, kacsatojás, strucctojás)
- emlősök (a kihalt fajokon kívül a tojásrakó emlősök alosztálya)

## Gerinctelenek
A magyar zoológiai szaknyelv új vonása, hogy a rovarok és más gerinctelenek petéit több szakember tojásnak nevezi. E szóhasználat a korábbinál jobban megkülönbözteti a petesejtet (mely szerintük a „pete”) a nőstény által letojt tojástól, mely megtermékenyített petesejtet (zigótát), szikanyagokat, és ellenálló külső héjat is tartalmaz.
A köznyelv ismeri a „hangyatojás” kifejezést is. Ez azonban valójában báb és nem tojás.

## Fordítás
- Ez a szócikk részben vagy egészben  az   Egg (biology) című angol Wikipédia-szócikk ezen változatának fordításán alapul.  Az eredeti cikk szerkesztőit annak laptörténete sorolja fel. Ez a jelzés csupán a megfogalmazás eredetét és a szerzői jogokat jelzi, nem szolgál a cikkben szereplő információk forrásmegjelöléseként.